# Ellen Wilson
Ellen Louise Axson Wilson (Savannah (Georgia), 15 mei 1860 – Washington D.C., 6 augustus 1914) was de eerste vrouw van de Amerikaanse president Woodrow Wilson en first lady van 1913 tot aan haar dood.
Ze groeide op in Rome (Georgia) waar haar vader dominee Axson een presbyteriaanse priester was. Thomas Woodrow Wilson zag haar voor het eerst toen hij zes jaar was en zij nog maar een baby. In 1883 was "Tommy" een jonge advocaat uit Atlanta, hij ging naar Rome en ontmoette "Miss Ellie Lou" opnieuw; ze waren meteen tot elkaar aangetrokken en trouwden in 1885.
Datzelfde jaar kreeg Woodrow een aanbieding van Bryn Mawr College in Pennsylvania om daar les te gaan geven. Hij en Ellen woonden dicht bij de campus samen met haar nog kleine broertje. Ze wilde niet dat haar kinderen als Yankees geboren werden en ging naar familieleden in Georgia om te bevallen van Margaret (1886-1944) en Jessie (1887-1933); enkel Eleanor (1889-1967) werd in Connecticut geboren, toen Wilson daar aan een universiteit les gaf.
Hij bouwde zijn carrière verder uit aan de vermaarde Princeton-universiteit in 1890. Ellen hield zich bezig met kunst en schilderde. Nadat Woodrow president werd in 1913 liet ze een atelier inrichten in het Witte Huis en vond nog de tijd om te schilderen ondanks twee bruiloften van haar dochters binnen de zes maanden en de andere sociale verplichtingen als gastvrouw. De inauguratie vond plaats zonder een bal.
Ellen Wilson stamde van slaveneigenaars af en ijverde voor het verbeteren van de huizen van zwarten in de hoofdstad. Ze bezocht achterbuurten en bracht deze onder de aandacht van debutanten en congresleden. Haar gezondheid ging langzaam achteruit door een zeldzame nierziekte en ze overleed op 54-jarige leeftijd in het Witte Huis op 6 augustus 1914. Een dag voor haar dood nam ze iemand in vertrouwen die de president later moest vertellen dat ze hoopte dat hij zou hertrouwen. Haar laatste woorden waren: "zorg goed voor mijn man". Ze werd in Rome, (Georgia) op het Myrtle Hill Cemetery begraven. Een jaar later trouwde de president met Edith Bolling Galt.
Martha Washington ·
Abigail Adams ·
Martha Jefferson Randolph ·
Dolley Madison ·
Elizabeth Kortright Monroe ·
Louisa Adams ·
Emily Donelson ·
Sarah Yorke Jackson ·
Angelica Van Buren ·
Anna Harrison ·
Letitia Tyler ·
Priscilla Tyler ·
Julia Tyler ·
Sarah Polk ·
Margaret Taylor ·
Abigail Fillmore ·
Jane Pierce ·
Harriet Lane ·
Mary Lincoln ·
Eliza Johnson ·
Julia Grant ·
Lucy Hayes ·
Lucretia Garfield ·
Mary McElroy ·
Rose Cleveland ·
Frances Cleveland ·
Caroline Harrison ·
Mary Harrison McKee ·
Ida McKinley ·
Edith Roosevelt ·
Helen Taft ·
Ellen Wilson ·
Edith Wilson ·
Florence Harding ·
Grace Coolidge ·
Lou Hoover ·
Eleanor Roosevelt ·
Bess Truman ·
Mamie Eisenhower ·
Jacqueline Kennedy ·
Lady Bird Johnson ·
Pat Nixon ·
Betty Ford ·
Rosalynn Carter ·
Nancy Reagan ·
Barbara Bush ·
Hillary Clinton ·
Laura Bush ·
Michelle Obama ·
Melania Trump ·
Jill Biden ·
Melania Trump
- Bibliothèque nationale de France: cb120067495 (data)
- Gemeinsame Normdatei: 122725530
- International Standard Name Identifier: 0000 0001 0947 5377
- Library of Congress Control Number: n84034819
- Nationale Bibliotheek van Israël: 987007277222105171
- Nederlandse Thesaurus van Auteursnamen: 339231696
- SNAC: w63c6q83
- Système universitaire de documentation: 028180488
- Virtual International Authority File: 902884
- WorldCat: E39PBJjRT78GrDqWjh4fFvpVmd